# Lillesjön (Öjaby socken, Småland)
Lillesjön är en sjö i Växjö kommun i Småland och ingår i Mörrumsåns huvudavrinningsområde. Sjön har en area på 1,15 kvadratkilometer och ligger 162 meter över havet.

## Delavrinningsområde
Lillesjön ingår i det delavrinningsområde (631238-143277) som SMHI kallar för Utloppet av Lillesjön. Medelhöjden är 178 meter över havet och ytan är 15,9 kvadratkilometer. Det finns inga avrinningsområden uppströms utan avrinningsområdet är högsta punkten. Vattendraget som avvattnar avrinningsområdet har biflödesordning 2, vilket innebär att vattnet flödar genom totalt 2 vattendrag innan det når havet efter 126 kilometer. Avrinningsområdet består mestadels av skog (66 procent) och jordbruk (12 procent). Avrinningsområdet har 1,45 kvadratkilometer vattenytor vilket ger det en sjöprocent på 9,1 procent.